# Claudia Hirschfeld

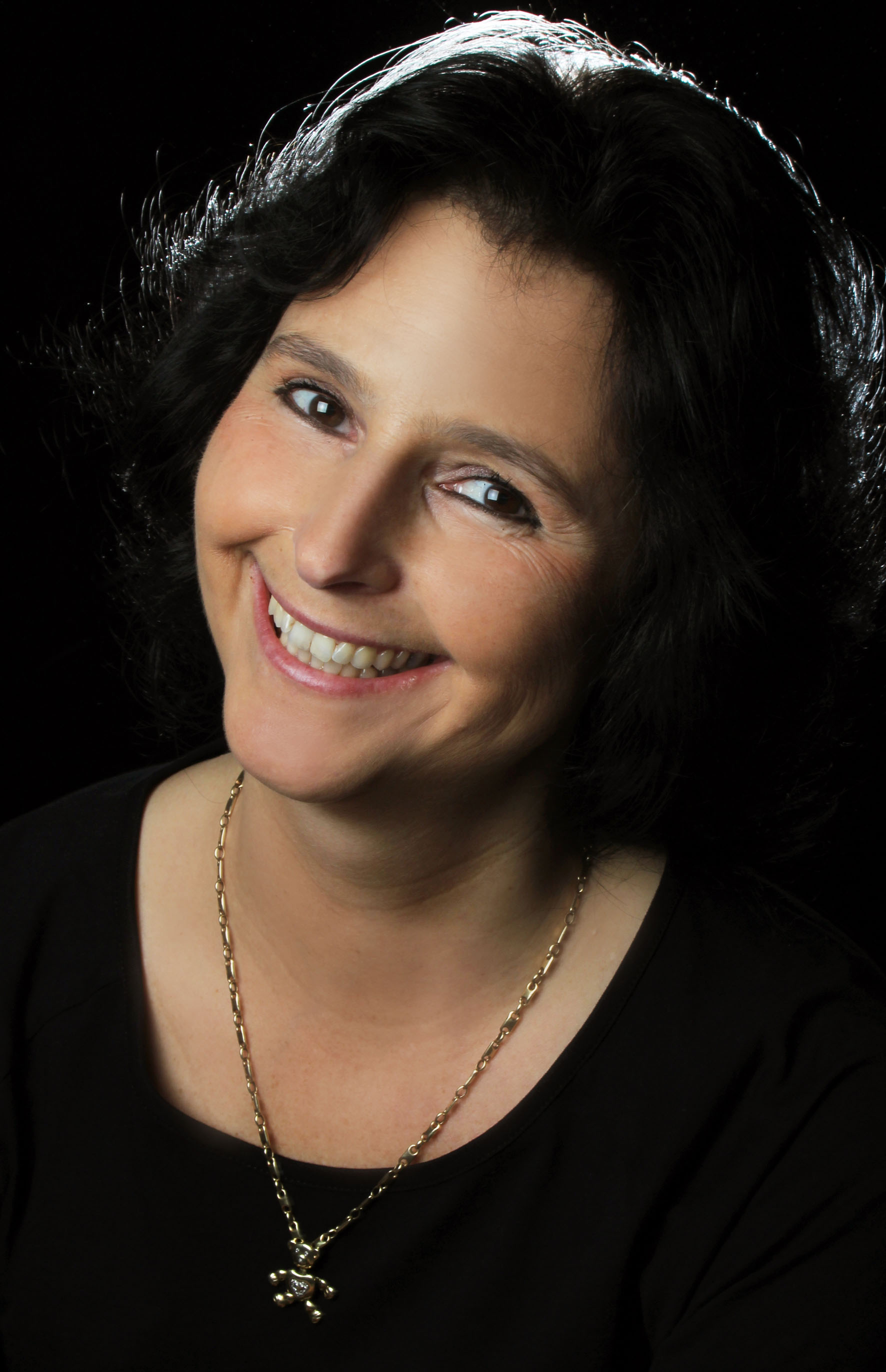
Claudia Hirschfeld

Claudia Hirschfeld (* 13. März 1968 in Hagen) ist eine deutsche Showorganistin (E-Orgel), Musikerin, Komponistin und Schriftstellerin.

## Leben
Hirschfeld wuchs in Werl auf. Sie ist das dritte Kind ihrer Eltern. Im Alter von sieben Jahren saß sie freiwillig bei ihrer besten Freundin am Klavier, die auf Weisung ihrer Eltern spielen musste. Hirschfelds Großmutter väterlicherseits begann im Alter von 60 Jahren das Klavierspiel und ließ ihre Enkelin an ihr Musikinstrument. Zu Weihnachten 1975 stand eine einmanualige Magnus Kinderorgel mit 12 Akkordtasten unter dem Weihnachtsbaum.  Den Umgang mit der Orgel lernte Hirschfeld autodidaktisch. Im Alter von 16 Jahren spielte sie auf einer WERSI-Orgel, die ihr Vater als Bausatz erwarb. Hirschfeld lebt seit 2000 im Stadtteil Parsit von Ense. Ab 2001 ging sie als Organistin zusammen mit anderen Musikern und Sängern auf Tournee, 2004 erstmals auf Solotournee. Auf der Orgel begleitete sie die Sopranistin Eva Lind, den Panflötist Horea Crishan, den Tenor René Kollo und den Trompeter Walter Scholz.
Sie ist verheiratet und hat einen Sohn.

## Instrumente
| - ab 1986: Wersi Saturn - ab 1988: Wersi Spectra - ab 1990: Wersi Spectra DX700 | - ab 1996: Wersi Spectra CD700 - ab 2001: Wersi Scala GS700 - ab 2003: Wersi Louvre GS1000 | - ab 2008: Wersi Louvre und Hammond New B3 - ab 2011: Wersi Louvre und Roland Atelier AT-900C - ab 2016: Wersi Sonic OAX1000 |

## Werke
Sie veröffentlichte 22 Alben, 5 Singles, 3 DVDs bzw. Videos, 2 Notenhefte und schrieb 2014 das Buch Alle Tasten im Schrank. Das Vorwort schrieb ihr Vorbild James Last.

## Diskografie

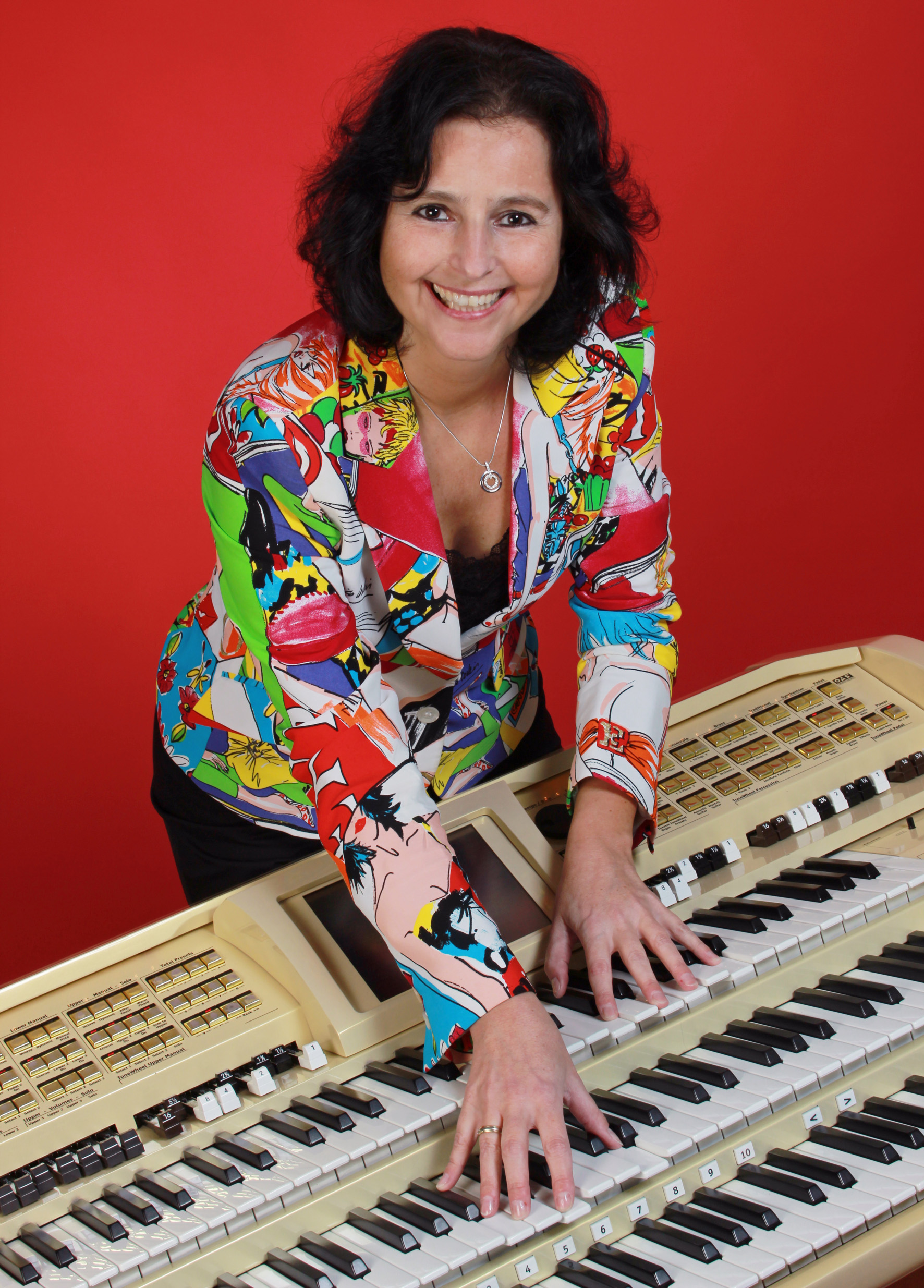
Claudia Hirschfeld an der Wersi-Orgel

| - 1986: Summerlove - 1988: Here I'm again - 1988: Paris-Dakar - 1990: Buon giorno Italia - 1991: Impressionen - 1993: Jede Rose spricht von Liebe - 1994: Wie stiller Tau - 1996: Live in Concert - 1996: Mäuschen Riesenzahn - 1997: Contrasts - 1997: Looking back - 1999: Spectrum - 2001: With Compliments - 2001: Concert in Vienna - 2002: Blackpool Favourites - 2003: Claudia Hirschfeld At Carnglaze Slate Caverns, St. Neot, Cornwall - 2003: Happy Radio - 2003: Meilensteine – Milestones - 2004: The Wonder of Music - 2006: Only Love - 2006: Buon giorno Italia 2006 - 2006: Wunderschöne Weihnachtszeit - 2008: Heimspiel - 2008: Moviethemes - 2009: Dreams of Dubai - 2009: Classicals - 2011: Colours - 2012: Partytime - 2012: Il Concerto - 2013: Glanzlichter - 2015: Mein Wien - 2016: Meine Helden - 2017: Schlussakkord - 2017: The Stage Collection - 2018: Mein Spanien - 2019: Hey Freunde - 2020: You'll Never Walk Alone (mit David Döring) - 2021: Meine Lieblingsschlager |